# ماكس جورج
ماكس جورج (بالإنجليزية: Max George)‏ هو لاعب كرة قدم أسترالية أسترالي، ولد في 4 يناير 1952.

## وصلات خارجية
- ماكس جورج على موقع AustralianFootball.com (الإنجليزية)
- ماكس جورج على موقع AFLtables.com (الإنجليزية)